# Naqa

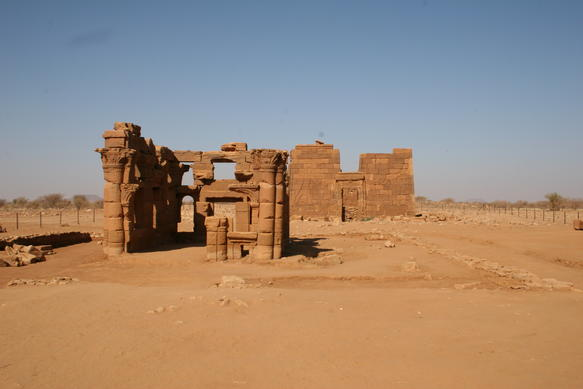
"Kiosk rzymski" (na pierwszym planie) i świątynia Apademaka

Naqa (także: Naga, arab. النقعة = An-Naka) - stanowisko archeologiczne w Sudanie, na południe od VI Katarakty, w pobliżu Al-Musawwarat as-Safra. Zachowały się tu pozostałości nubijskiego miasta z okresu meroickiego.
Natrafiono tu między innymi na ruiny tzw. świątyni F, poświęconej nieustalonemu bóstwu. Świątynia ta została wzniesiona w II wieku p.n.e. staraniem królowej Szanakdachete, której imię odnaleziono na jednej z inskrypcji. 
Z czasów późniejszych pochodzi natomiast świątynia Apademaka, wzniesiona w czasach króla Natakamani (na przełomie I wieku p.n.e. i I wieku n.e.). W doskonałym stanie zachowała się jej dekoracja reliefowa. W bezpośrednim sąsiedztwie świątyni znajduje się nieco późniejsza budowla, określana mianem "kiosku rzymskiego".